# Niko Hurme
Niko Hurme, pseud. Kalma (ur. 10 listopada 1974) – fiński basista, były członek hardrockowej grupy Lordi.
W zespole grał od 2002 do 2005. Zastąpił Magnuma, zaś jego samego zastąpił OX. Naprawdę ma na nazwisko Niko Hurme. Od 2007 roku, gra w nowym fińskim zespole Naked idol. Nie zakończył on jednak współpracy z Lordi. Wciąż im pomaga, tylko tym razem "na zapleczu". Ostatnio zaskoczył fanów, pojawiając się na jednym z koncertów. Nie był to incydent jednorazowy. Pojawił się między innymi na koncercie w Londynie w Halloween, gdzie grał zarówno na gitarze basowej, ramię w ramię z Ox'em (Would you love a monsterman), jak i na gitarze rytmicznej (Hard rock hallelujah). Pytany o przyszłość, odpowiada, że wciąż jest mile widziany w zespole i być może nadejdzie taki dzień, że Lordi będą grali w składzie sześcioosobowym.

## Przebranie
Przebierał się za cmentarnego upiora, truposza. Miał szary kombinezon, opleciony łańcuchami i długie białe włosy. Często nosił na głowie mały, czarny cylinder. Nazywany Biker Zombie.